# Fritz Sauckel

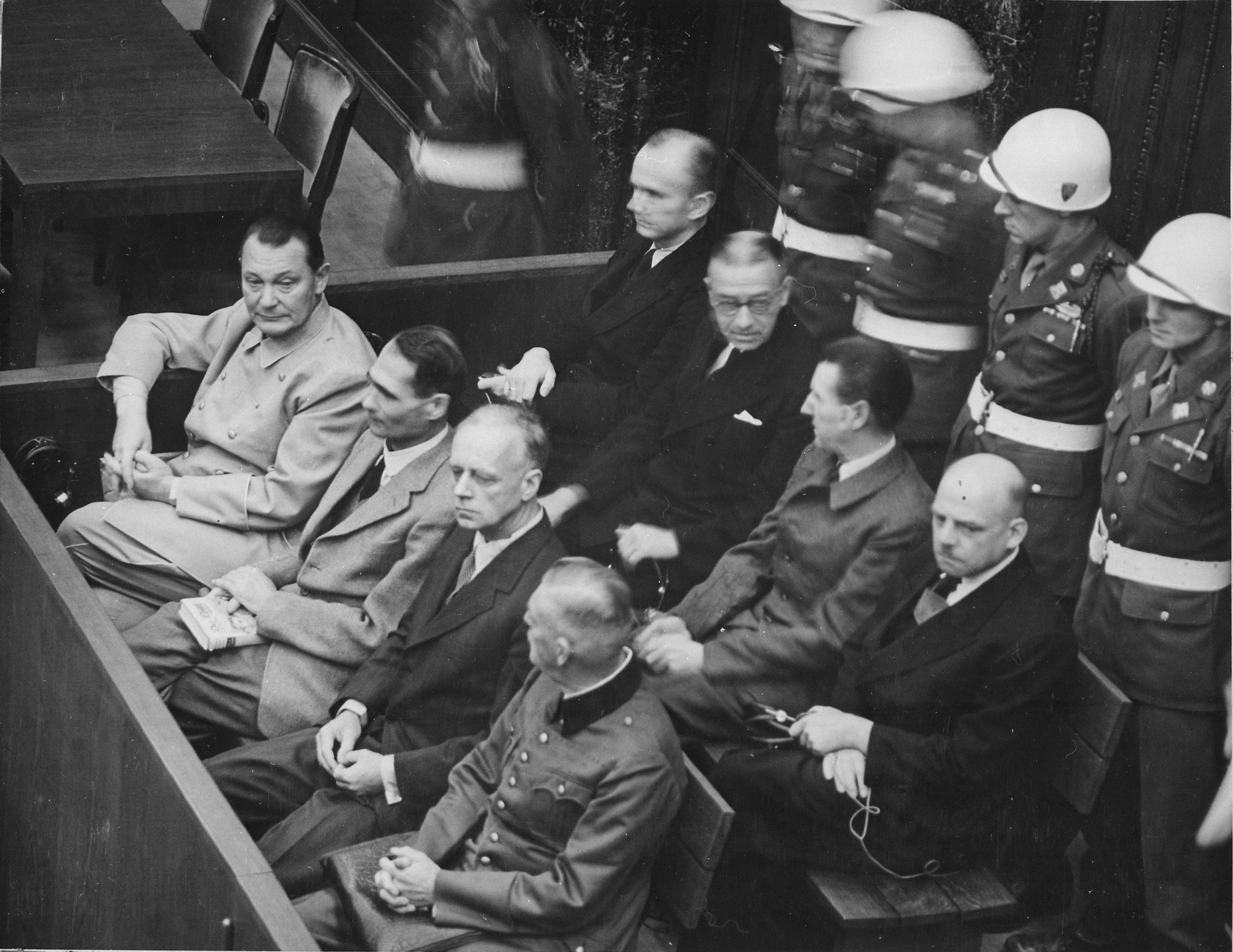
Sauckel w czasie procesu w Norymberdze (pierwszy z prawej w drugim rzędzie siedzących)

Ernst Fritz (Friedrich) Christoph Sauckel (ur. 27 października 1894 w Haßfurt, zm. 16 października 1946 w Norymberdze skazany na karę śmierci przez Międzynarodowy Trybunał Wojskowy w Norymberdze ) – niemiecki zbrodniarz wojenny, był pełnomocnikiem do spraw zatrudnienia (w tym przypadku pracowników przymusowych) od 21 marca 1942 do końca II wojny światowej oraz SS-Obergruppenführerem.

## Życiorys
Urodził się w Haßfurt-am-Main koło Bambergu. Był dzieckiem listonosza i krawcowej, uczęszczał do gimnazjum w Schweinfurcie, ale z powodu choroby matki zakończył naukę wcześnie. Kiedy miał 15 lat dołączył do floty handlowej Norwegii i Szwecji. Podróżował po świecie; kiedy wybuchła I wojna światowa był akurat w drodze do Australii. Został internowany i trafił do Francji, gdzie na pięć lat trafił do obozu w okolicy Brestu.
Po powrocie do Niemiec znalazł pracę jako ślusarz i producent narzędzi w fabryce w Schweinfurcie. Studiował inżynierię w Ilmenau od 1922 do 1923. W 1923 wstąpił do NSDAP (otrzymał numer 1395), również w tym samym roku ożenił się. Sauckel został mianowany gauleiterem Turyngii 28 września 1927 i pełnił tę funkcję do końca rządów nazistów w Niemczech. 6 lat później został namiestnikiem Rzeszy w tym kraju. W 1937 otrzymał honorowy stopień Obergruppenführera (generała) w SA i SS.
W czasie II wojny światowej zajmował się sprawami zatrudnienia i od 21 marca 1942 stał się jedną z centralnych postaci III Rzeszy, kiedy objął urząd „Generalnego Pełnomocnika do spraw wykorzystania siły roboczej” (Generalbevollmächtigter für den Arbeitseinsatz) – głównie za sprawą rekomendacji przez Martina Bormanna u Hitlera. Jego zadaniem było kontrolowanie napływu i zatrudnienia robotników przymusowych (głównie ze wschodu) w Niemczech, oraz na terenach zajętych przez Wehrmacht.
Stanął przed Trybunałem w Norymberdze; został uznany za winnego. Zarzucono mu zbrodnie przeciw ludzkości. Ponadto jako gauleiter Turyngii posiadał najwyższą władzę polityczną i cywilną w tym okręgu, a co za tym idzie, był bezpośrednio odpowiedzialny za deportację do obozów koncentracyjnych ludności żydowskiej, zamieszkującej tamte tereny. Został powieszony w 1946. Jego ostatnie słowa to: Ich sterbe unschuldig, mein Urteil ist ungerecht. Gott beschütze Deutschland! („Umieram niewinny, mój wyrok jest niesprawiedliwy. Boże chroń Niemcy!”).